# Hugh Thomson
Pour les articles homonymes, voir Thomson.
Hugh Thomson, né à Coleraine (comté de Londonderry) le 1er juin 1860 et mort à Londres le 7 mai 1920, est un dessinateur et illustrateur de livres britannique largement publié. Ses illustrations des romans de Jane Austen sont particulièrement connues. 

## Biographie

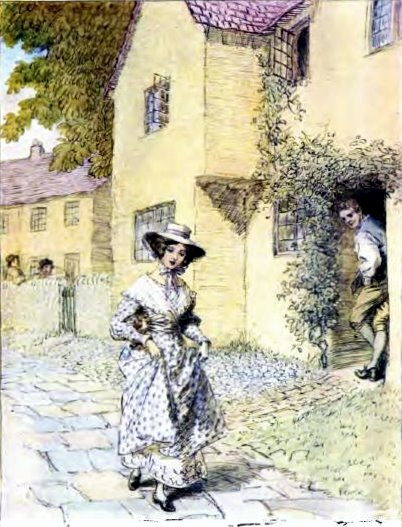
Frontispice de Scènes de la vie du clergé, de George Eliot, publié par MacMillan & Co. en 1906.

Fils aîné de John Thomson (1822-1894) et de Catherine Andrews, Hugh naît dans Kingsgate Street à Coleraine (comté de Londonderry en Irlande du Nord) le 1er juin 1860. Ses parents sont des commerçants. Sa mère meurt lorsqu'il a dix ans, laisant deux autres enfants. Très jeune il dessine, remplissant les marges de ses livres de classes de croquis de chevaux, de chiens, de bateaux. Il quitte l'école (Coleraine Model School) à 14 ans pour travailler comme commis chez E. Gribbon & Sons, des fabricants de drap.
Cependant ses talents artistiques sont reconnus dès son adolescence et en 1877 il entre chez Marcus Ward & Co., imprimeurs et éditeurs de Belfast, où son don est encouragé par John Vinycomb, responsable du département artistique, qui lui conseille d'aller à Londres en 1883. 
Il revient à Belfast le 29 décembre 1884 pour épouser Jessie Naismith Miller et ils repartent tous deux à Londres où il travaille depuis février chez MacMillan & Co. Il y participe à la revue récemment créée par Joseph Comyns Carr, The English Illustrated Magazine (en), avec Randolph Caldecott en 1885-1886 puis Herbert Railton (en) en 1887-1888. Il côtoie alors les plus grands noms tant parmi les écrivains que les illustrateurs.
Il illustre également des scènes relatives  à Covent Garden et sur le Bath de la Régence, ainsi que des articles du Spectator d'Addison et Steele, avec le personnage de Sir Roger de Coverley (en) en 1886-1887.
Son fils, John, nait en 1886.
À partir de 1891, il commence à illustrer des livres pour MacMillan ; d'abord Cranford, d'Elizabeth Gaskell, puis, entre 1894 et 1898, les six grands romans de Jane Austen, ainsi qu'un certain nombre d'autres auteurs de son temps, devenus depuis de grands classiques de la littérature, comme George Eliot.
Il participe à des expositions, en 1891 à la Fine Art Society, où il expose avec Kate Greenaway, en 1899 au Birmingham and Midland Institute, en 1910 aux Leicester Galleries à Londres, où il présente des aquarelles illustrant Les Joyeuses Commères de Windsor.
En 1911, Hugh Thomson déménage à Sidcup avec sa famille, pour des raisons de santé, mais il regrette d'être si loin de la National Gallery et des musées où il trouvait l'inspiration pour ses illustrations.
Outre ses ennuis de santé, la période de la guerre est financièrement difficile pour lui, les ouvrages qu'il illustre habituellement se vendant moins. À Noël 1915, pour la première fois depuis des années, ne paraît aucun ouvrage (livre ou périodique) contenant de ses illustrations. En 1917 il est même obligé de prendre à la Chambre de commerce un emploi qu'il gardera deux ans. Au cours de l'été 1919, bien que sa santé se dégrade (il souffre d'une maladie du cœur), il prépare les esquisses pour un volume sur les routes et chemins du Gloucestershire, que Macmillan projette d'éditer. Mais, le 7 mai 1920, il meurt à son domicile, 8 Patten Road, Wandsworth Common, avant d'avoir pu bénéficier de la reprise d'après-guerre dans l'édition. 

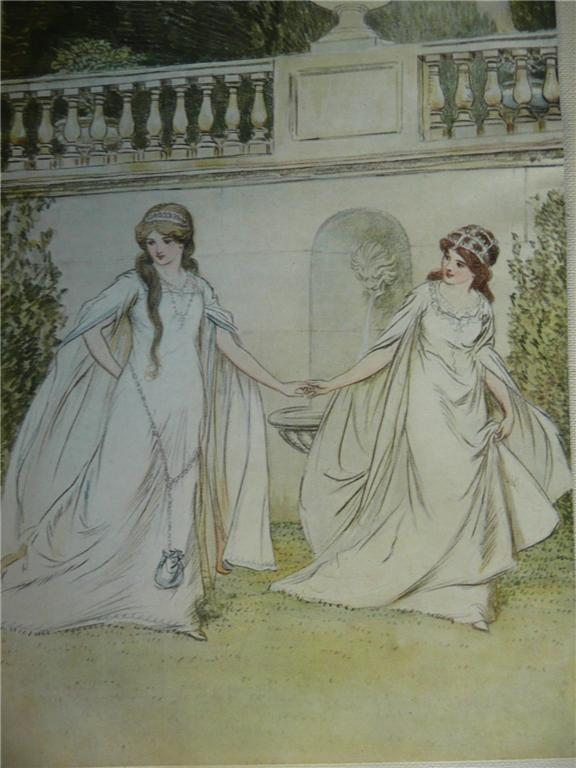
Dessin acquarellé pour Comme il vous plaira (1910)

## Le style de Hugh Thomson
Dessinateur doué, dès son enfance il s'est forgé son propre style, n'ayant suivi aucune école, même si, à ses débuts on le considérait comme « dans la droite ligne de Caldecott». Contemporain des frères Brock, il partage leur goût pour la ligne, le détail et l'atmosphère d'époque, mais n'a été influencé ni par les mouvements artistiques de son temps ni par le travail d'autres contemporains tels que Arthur Rackham, William Heath Robinson, Kay Nielsen ou Edmond Dulac. Il aime reproduire les décors et les costumes du XVIIIe siècle et développe, en particulier dans ses illustrations de Cranford, des séries de personnages qui participent à la création de l'Englishness et à la nostalgie d'une Angleterre rurale plus ou moins mythique. La finesse de son dessin à la plume plait au public et, techniquement, supporte bien la réduction et la reproduction photomécanique, dont la vitesse d'impression et le faible coût ont ouvert une nouvelle ère dans l'illustration de livres.

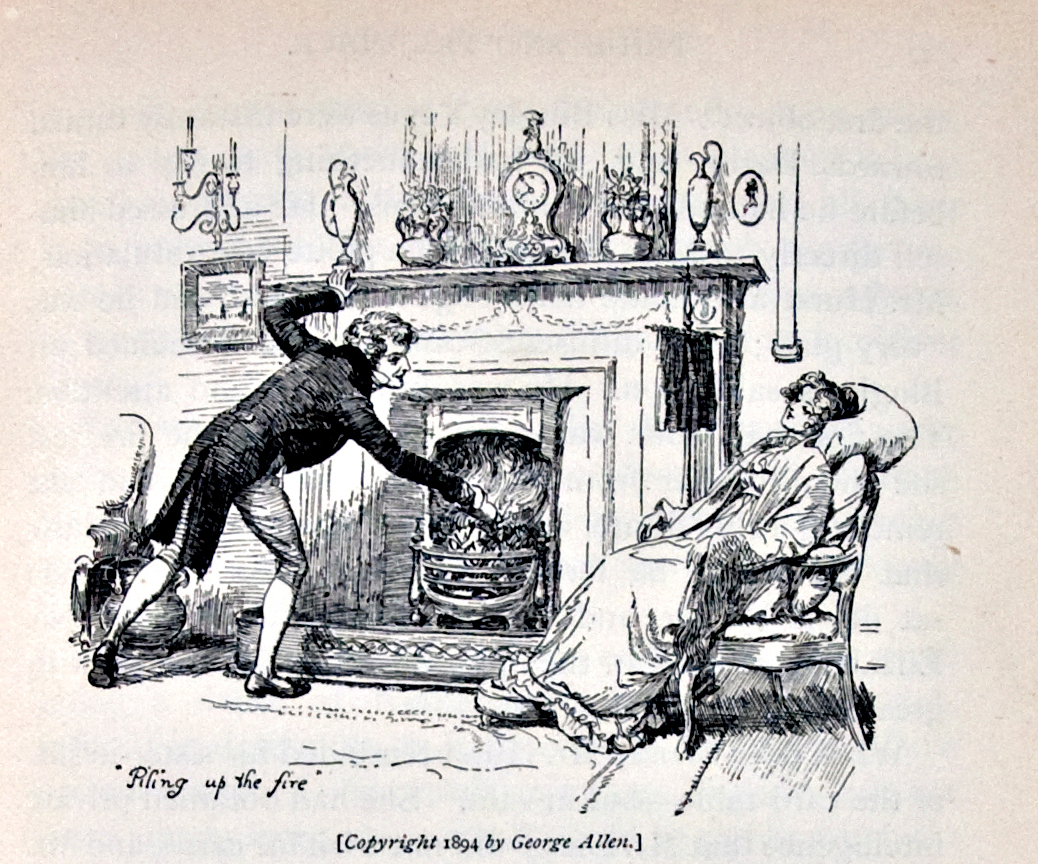
Illustration pour le chapitre 7 de Pride and Prejudice : Bingley aux petits soins pour Jane (1894).

Il travaille essentiellement au trait à la plume, en noir et blanc, même s'il colorie parfois ses dessins pour les expositions. Il le fait pour la première fois en 1899, quand il expose au Birmingham and Midland Institute les illustrations qu'il avait faites en 1891 pour Cranford. En fait, il n'utilise la couleur dans ses illustrations qu'à la demande de ses éditeurs. Ses premières illustrations imprimées directement en couleurs concernent les deux derniers tomes des Cranford Series, et deux œuvres de George Eliot, les Scènes de la vie du clergé en 1906 et Silas Marner en 1907.
Il a travaillé à l'aquarelle pour illustrer des comédies de Shakespeare en 1909-1910.
Pour chaque nouvelle illustration, il fait des recherches au British Museum ou au Victoria and Albert Museum, remplissant ses carnets de croquis de détails sur les vêtements, les bonnets, les uniformes, le mobilier, et d'études des mouvements.
On a souvent admiré sa capacité à « se projeter lui-même dans une histoire ». Beaucoup de ses dessins sont inséparables de l'œuvre qu'ils illustrent.
C'est particulièrement vrai pour Pride and Prejudice de Jane Austen, où il ne se contente pas d'illustrer le récit, mais le parsème de petits « commentaires » sous forme de vignettes symboliques ou humoristiques et ajoute des lettrines historiées en début de chapitre.

## Œuvres illustrées par Hugh Thomson

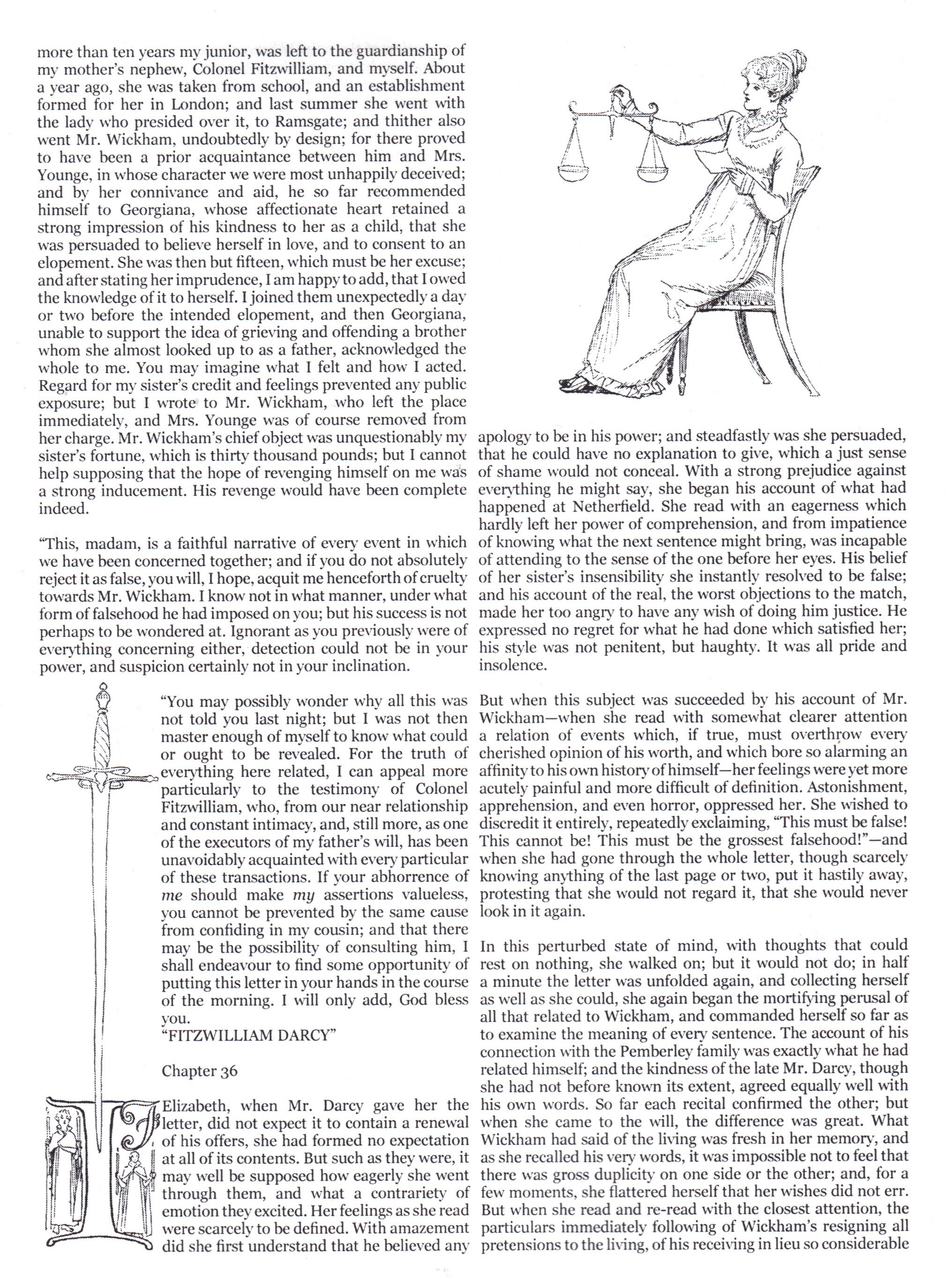
Page illustrée de Pride and Prejudice, édition de 1894, avec la fin de la lettre de Darcy, le début (illustré) des réflexions d'Elizabeth et la lettrine IF

Hugh Thomson illustra soixante-cinq livres, sans compter les périodiques et les magazines
. L'Ulster Museum de Belfast possède un certain nombre de ses aquarelles et dessins ainsi qu'un exemplaire au moins de tous ses livres illustrés.
Hugh Thomson a illustré en particulier les ouvrages suivants : 
- Cranford, d'Elizabeth Gaskell, chez Macmillan, en 1891 ; il illustre ultérieurement onze des vingt-quatre livres des Cranford Series (les deux derniers en 1906) ;
- The Vicar of Wakefield en 1891
- Our Village de Mary Russell Mitford en 1893
- Pride and Prejudice, chez George Allen, en 1894 ;
- Emma, chez Macmillan, en 1896 ;
- Sense and Sensibility, chez Macmillan, en 1896 ;
- Mansfield Park, chez Macmillan, en 1897 ;
- Northanger Abbey et Persuasion, chez Macmillan, en 1898 ;
- The History of Henry Esmond de Thackeray en 1905
- Scènes de la vie du clergé, de George Eliot, en 1906 ;
- Silas Marner, de George Eliot, en 1907 ;
- As You Like It en 1909.